# Juan Erasmo Seguín
Juan José María Erasmo de Jesús Seguín (26 de mayo de 1782, San Antonio de Béxar en la Texas de Nueva España – 30 de octubre de 1857, Texas) fue firmante del Acta Constitutiva de la Federación Mexicana, presidente municipal y mayor en varias ocasiones, diputado por Texas en el Congreso mexicano, donde apoyó la inmigración de anglosajones al territorio mexicano de Texas, bajo las condiciones de ser católicos y tomar la nacionalidad mexicana, se integró al movimiento revolucionario contra la imposición del sistema centralista en México combatiendo en la Guerra Texana, no se sabe si apoyó abiertamente la creación de la República de Texas y su anexión a los EE. UU. por los inmigrantes anglosajones, ya que fue varias veces señalado como conspirador para que Texas se reincorporara a México federalista como era el espíritu original de la Guerra Texana.
Es a veces confundido con su hijo mayor Juan Seguín nacido en 1806. Fue pariente del héroe mexicano Ignacio Zaragoza.

## Biografía
Nacido como Juan José María Erasmo de Jesús Seguín Fuentes, fue el tercero de los siete hijos de Santiago Seguín y María Guadalupe Fuentes. Casado luego de 1800 con María Josefa Becerra, hija de un militar mexicano destinado al Presidio de La Bahía (hoy Goliad).
En 1807 se convirtió en jefe de correos del presidio de San Antonio donde ya había iniciado una carrera de comerciante. En 1811 se une a las fuerzas militares novohispanas contra el movimiento independentista liderado por Juan Bautista de las Casas, conocido como la Revuelta de Casas donde organizó la defensa del presidio contra los piratas, bandoleros e indios expulsados del territorio de los EE. UU. mientras las fuerzas realistas combatían a los grupos independentistas mexicanos en el Río Bravo, al regreso dejó su cargo, pero en 1812 durante la expedición independentista de José Bernardo Gutiérrez de Lara y Augustus Magee se le considera sospechoso de colaborar con ellos, por lo que sus propiedades fueron confiscadas y destituido de su cargo en el correo. No se apegó a los indultos concedidos por el gobierno virreinal pero en 1818 fue exonerado, lo que le permitió ser nombrado presidente municipal de San Antonio, recuperó sus propiedades solo con la independencia de México en 1821.
Durante el imperio se mantuvo en sus puestos del correo y municipales pero en 1822 fue nombrado como diputado al Congreso Constituyente, participando luego en los conflictos que llevaron al Primer Imperio Mexicano a su extensión y a la creación de la república federal, de cuya Acta Constitutiva de la Federación Mexicana y la subsecuente Constitución Mexicana de 1824 fue firmante.
En 1821 fue encargado por el gobernador Antonio Martínez para otorgar a Moses Austin la validación de sus permisos de inmigración, para anglosajones católicos, que adquirieran la nacionalidad mexicana y consideraran libres a los hijos de los esclavos que introdujeran al territorio mexicano, como lo marcaba la Ley Nacional de Colonización del 18 de agosto de 1824 donde él mismo participó como legislador.
Luego de recuperar sus posesiones con la independencia que incluían un rancho que pertenecía a la Misión San Antonio agregó 9000 hectáreas cercanas a la actual ciudad de Floresville para formar su rancho llamado “Casa Blanca”, donde se inició en la plantación de algodón y la cría de ganado, tomando contacto con el inmigrante Stephen F. Austin.
En 1825 fue nombrado intendente de la guarnición de San Antonio por lo que regresó a Texas. Al Congreso de 1833 que quitó el carácter de federal a la república mexicana Seguín fue elegido diputado por el Estado de Coahuila y Texas votando en contra del cambio de sistema.
A su retorno a Texas se unió a los federalistas texanos que promovieron la separación de Texas de la república mexicana mientras no fuera restaurada la Constitución de 1824, participando en la primera parte de la Toma del Álamo por las tropas mexicanas, de este salió para servir de correo a las fuerzas del Coronel Travis, lo que le salvó la vida, después de la retirada mexicana ordenada por Antonio López de Santa Anna del territorio texano en base al Tratado de Velasco, fue nombrado como magistrado en San Antonio.
Durante la guerra sus propiedades fueron saqueadas por las tropas mexicanas, pero también lo fueron por inmigrantes anglosajones quienes lo hostigaban por no participar y firmar los documentos que dieron nacimiento a la Guerra Texana ni a la República de Texas, como si lo hizo Lorenzo de Zavala.
En 1842 anglosajones le robaron una cantidad importante de cabezas de ganado. Además en el mismo año Thomas Jefferson Green le acusa de colaborar con México, en los movimientos armados que hacía el Ejército del Norte mexicano comandado por Rafael Vásquez y Adrián Woll  para regresar a Texas a la federación mexicana, quitándosela a los inmigrantes anglosajones. Las acusaciones no fueron probadas y en 1848, su hijo volvió al rancho paterno, después de servir en el ejército mexicano durante la guerra intervención estadounidense.